# Emmerich (Familienname)
Emmerich ist ein deutscher Familienname.

## Namensträger
- Adam Emmerich (1808–1869), nassauischer Richter und Landtagsabgeordneter
- Andreas Emmerich (1737–1809), deutscher Forstbeamter und Jäger-Offizier
- André Emmerich (1924–2007), US-amerikanischer Kunsthändler und Galerist
- Anna Katharina Emmerich (1774–1824), deutsche Ordensschwester, Mystikerin und Visionärin, siehe Anna Katharina Emmerick
- Caspar Emmerich, Kanoniker, Doktor beider Rechte und Rektor der Universität Bologna
- Christian Emmerich, Geburtsname von Blixa Bargeld (* 1959), deutscher Musiker
- Christine Emmerich (1974–2020), deutsche Fernsehjournalistin
- Dirk Emmerich (* 1958), deutscher Fernsehjournalist
- Emil Emmerich (1882–1937), deutscher Pathologe
- Erika Emmerich (1934–2022), deutsche Juristin und Managerin
- Ferdinand Emmerich (1858–1930), deutscher Forscher, Weltreisender und Reiseschriftsteller
- Florian Emmerich (* 1973), deutscher Kameramann
- Franz Emmerich (1842–1927), deutscher katholischer Geistlicher, Seminarleiter und Domkapitular
- Fred Emmerich (1928–1999), deutscher Maler
- Gaby van Emmerich (* 1963), deutsche Kinderbuchillustratorin, - autorin und Malerin
- Georg Emmerich (Politiker) (1422–1507), deutscher Kaufmann und Bürgermeister von Görlitz
- Georg Emmerich (Mediziner) (1665–1727), deutscher Mediziner und Hochschullehrer
- Georg Heinrich Emmerich (1870–1923), deutscher Fotograf und Hochschullehrer, siehe G. H. Emmerich
- Hadassah Emmerich (* 1974), niederländische Malerin
- Hans Emmerich (1556–1620), Bürgermeister von Görlitz
- Heinz Emmerich (1908–1986), deutscher Fußballspieler
- Hugo Urban-Emmerich (1887–1939), tschechoslowakischer Automobilrennfahrer
- Jean-André Emmerich (* 1949), deutscher Boxer
- Johann Nikolaus Emmerich (1791–1868), Obergeometer und Dirigent der Katasterkommission
- Jörg Emmerich (* 1974), deutscher Fußballspieler
- Julius Emmerich (1834–1917), deutscher Architekt
- Karl Emmerich (1810–1881), hessischer Jurist und Politiker
- Karl Emmerich-Eiben (1853–1917), deutscher theosophischer Autor
- Klaus Emmerich (Journalist) (1928–2021), österreichischer Journalist
- Klaus Emmerich (Regisseur) (* 1943), deutscher Regisseur
- Kurt Emmerich (Fußballspieler) (1909–1992), deutscher Fußballspieler und Unternehmer
- Kurt Emmerich (1930–2006), deutscher Sportreporter
- Lothar Emmerich (1941–2003), deutscher Fußballspieler
- Marcel Emmerich (* 1991), deutscher Politiker (Bündnis 90/Die Grünen)
- Max Emmerich (1879–1956), amerikanischer Leichtathlet
- Noah Emmerich (* 1965), US-amerikanischer Schauspieler und Regisseur
- Norbert-Christian Emmerich (* 1950), deutscher Manager und Vorstand der WestLB
- Pamela Dutkiewicz-Emmerich (* 1991), deutsche Leichtathletin
- Paul Emmerich (1876–1958), deutscher Architekt
- Petra Emmerich-Kopatsch (* 1960), deutsche Politikerin (SPD)
- Reinhard Emmerich (* 1954), deutscher Sinologe
- Robert Emmerich (1836–1891), deutscher Komponist
- Roland Emmerich (* 1955), deutscher Filmregisseur
- Rudolf Emmerich (1852–1914), deutscher Hygieniker und Hochschullehrer
- Sabine Emmerich (* 1964), deutsche Bildhauerin
- Toby Emmerich (* 1963), US-amerikanischer Filmproduzent und Drehbuchautor
- Urban Emmerich (1379–1478), Görlitzer Bürgermeister
- Ute Emmerich (* 1961), deutsche Filmproduzentin
- Volker Emmerich (* 1938), deutscher Jurist und Hochschullehrer
- Walter Emmerich (1895–1967), deutscher Volkswirt und Parteifunktionär (NSDAP)
- Werner Emmerich (1908–1968), deutscher Historiker
- Wilhelm Emmerich (1916–1945), deutscher SS-Oberscharführer in Konzentrationslagern
- Wolfgang Emmerich (* 1941), deutscher Literatur- und Kulturwissenschaftler